# 中達也
中达也（英語：Tatsuya Naka，1964年5月29日—）是日本松涛馆空手道大师。他是日本空手道协会的专职讲师。生于東京都小石川。